# Strötzbacher Mühle

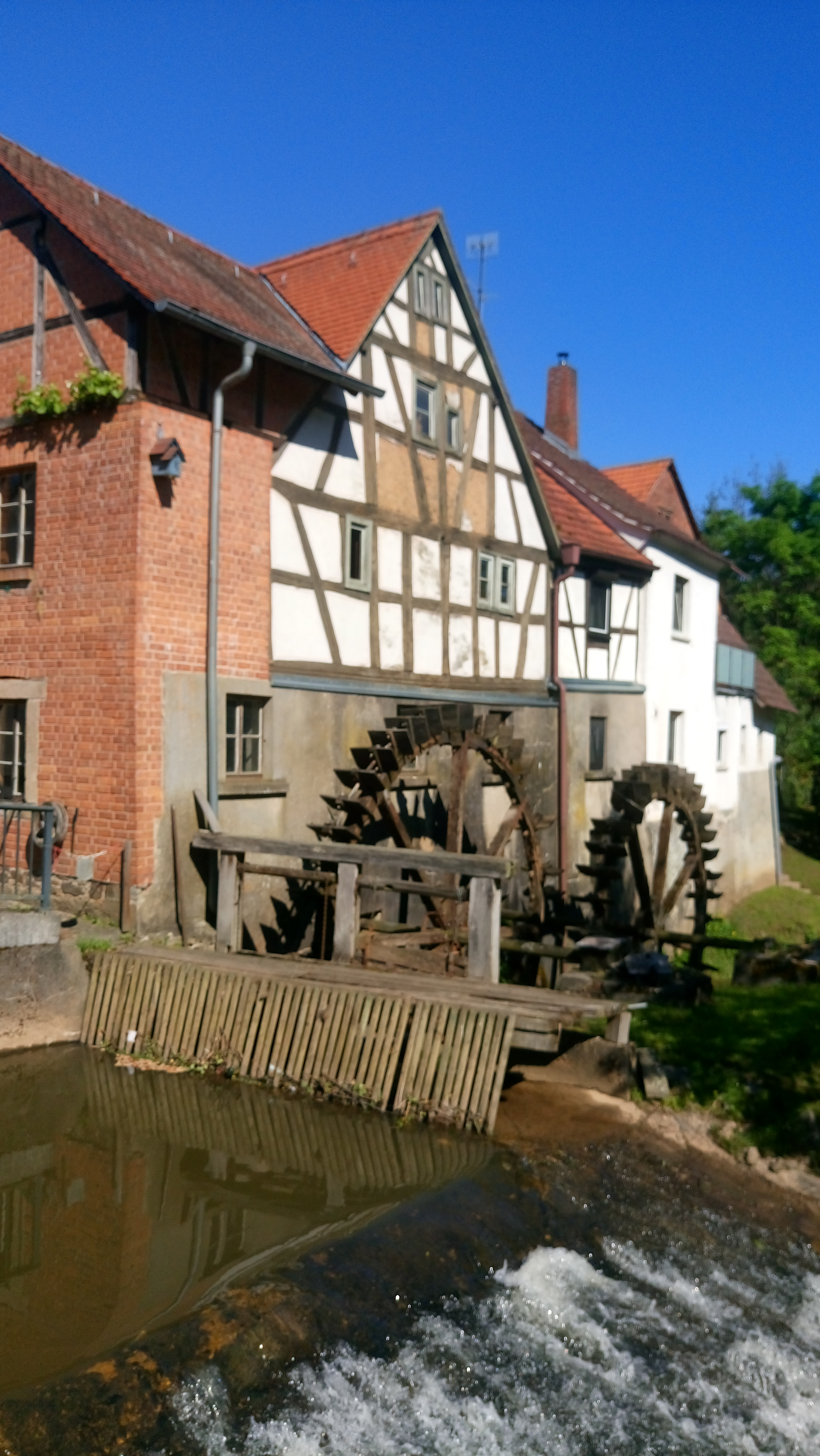
Die Strötzbacher Mühle mit den beiden unterschlächtigen Wasserrädern der Brückner-Mühle (links) und der Koch-Mühle (rechts)

Die Strötzbacher Mühle ist eine Doppelwassermühle bei Mömbris im Landkreis Aschaffenburg in Bayern.

## Geographie
Die Strötzbacher Mühle befindet sich im mittleren Kahlgrund zwischen Mömbris und Niedersteinbach, am Rande des Ortes Strötzbach. Sie besteht aus zwei ehemaligen Getreidemühlen und wurde an den felsigen Ausläufern der Daunert (334 m), an einer natürlichen Fallstufe der Kahl errichtet. In der Nähe befindet sich der Bahnhof von Strötzbach. Vor und nach der Kahlbrücke existiert je ein etwa 7 Meter langes Wehr, das den kurzen Mühlbach zum Gebäude der Strötzbacher Mühle leitet und eine kleine Insel bildet. Sein Wasserstand kann über zwei Hubschütze kontrolliert werden. An der Mühle führen die Bahnstrecke Kahl–Schöllkrippen, der Kahltal-Spessart-Radwanderweg und der Fränkische Marienweg vorbei.

## Geschichte

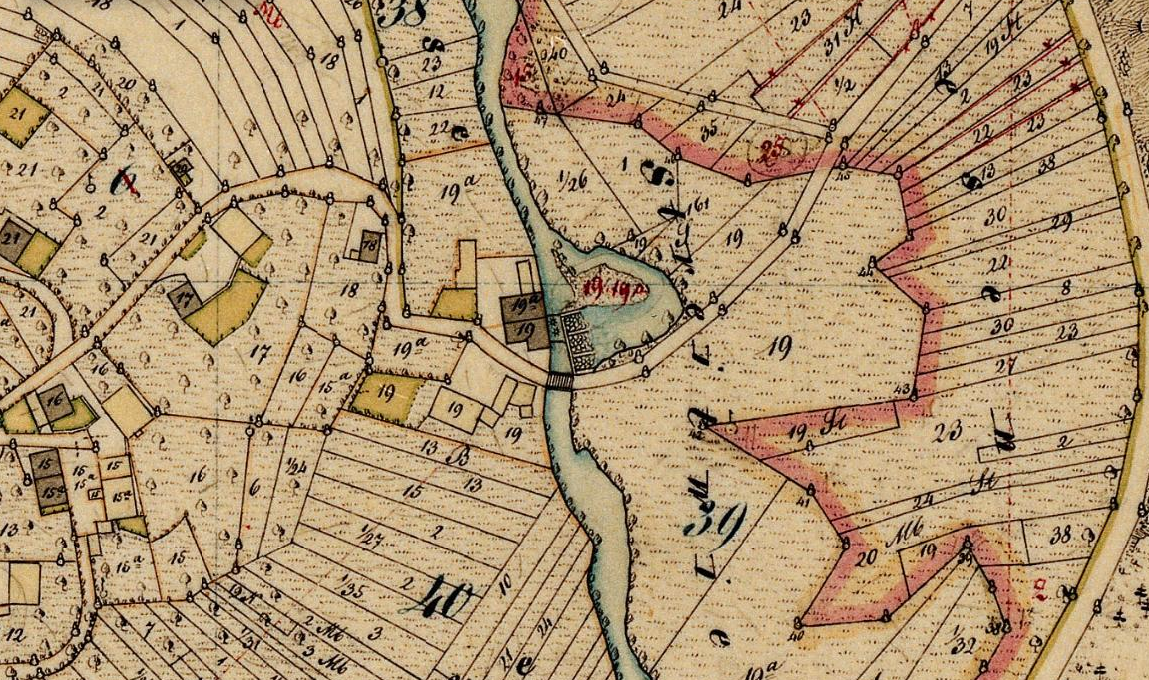
Die Strötzbacher Mühle (Bildmitte) in der Uraufnahme von 1846

Dort wo das Dorf Strötzbach seinen Ursprung hat, wurde die Strötzbacher Mühle 1650 als Doppelmühle in einem Fachwerkhaus errichtet. Es bestanden zwei getrennte Mühlenbetriebe unter einem Dach. In den einzelnen Stockwerken waren die Mühlenteile ineinander verschachtelt. Stammväter der Doppelmühle waren der aus Sonthofen kommende Jakob Koch und der einheimische, aus Fronhofen stammende Andreas Brückner. Im 19. Jahrhundert wurde an der Brückner-Mühle in Querrichtung der Backsteinanbau erweitert. Adolf Koch und Otto Brückner waren die letzten Müller in Strötzbach, denn sie legten den Betrieb in den 1970er Jahren still.
Die beiden unterschlächtigen Wasserräder der Strötzbacher Mühle blieben erhalten. Sie haben einen Durchmesser von 4,8 m (Koch-Mühle) und 5,8 m (Brückner-Mühle). Die Koch-Mühle im nördlichen Gebäudeteil wurde zur Wohnung der Familie umgebaut. Ihr Wasserrad dreht sich heute nur noch zu Schauzwecken. In der Brückner-Mühle erhielt man die alte Mühleneinrichtung, sodass der Mahlgang wie in früheren Zeiten weiterhin funktionsfähig ist. Der Antrieb, mit der stehende Welle und dem eisernen Königsrad, das den Walzenstuhl antreibt, sind erhalten geblieben. Der Walzenstuhl ersetzte einst die beiden Steinmahlgänge der Brückner-Mühle. Durch das Erhalten des Gebäudes mit Inneneinrichtung, der Wehre, des Mühlbaches und der Wasserräder, wurde 1989 in der Strötzbacher Mühle ein Mühlenmuseum untergebracht. Dieses ist nach Absprache von Mai bis Oktober zu besichtigen. Inzwischen steht die Strötzbacher Mühle unter Denkmalschutz.